# Primeras mujeres en volar a la Antártida

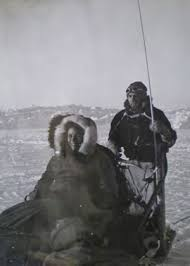
Patricia Hepinstall en la estación de McMurdo

Las primeras mujeres en volar a la Antártida fueron las  azafatas estadounidenses Patricia (Pat) Hepinstall, de Holyoke, Colorado, y Ruth Kelley, de Houston, Texas, que formaban parte de la tripulación del vuelo de la compañía Pan American que aterrizó en la Base McMurdo de Estados Unidos, en el extremo sur de la isla de Ross, a orillas del estrecho de McMurdo, el 15 de octubre de 1957.
Las dos mujeres se unieron al vuelo en Christchurch, Nueva Zelanda, en el último tramo del vuelo desde San Francisco. Recibieron una cálida bienvenida en la base a pesar de los recelos del contralmirante George J. Dufek, que había pedido una tripulación compuesta exclusivamente por hombres. Sin embargo, el asunto estaba fuera de su jurisdicción. Aunque algunos de los empleados de la estación durante el invierno evitaron conocer a las mujeres después de tantos meses, otros 50 participaron en celebraciones que incluyeron un concurso de barba y una carrera de trineos y los  neozelandeses de la cercana Base Scott también fueron invitados a asistir. El piloto de PanAm, Ralph Savory, se refirió a las azafatas como «azafatas de aspecto muy agradable».